# Baliganahalli, Belur
Baliganahalli là một làng thuộc tehsil Belur, huyện Hassan, bang Karnataka, Ấn Độ.